# Équipe de Mayotte de rugby à sept
Pour les articles homonymes, voir Équipe de Mayotte de rugby à XV et Équipe de Mayotte.
 (août 2023).
Si vous disposez d'ouvrages ou d'articles de référence ou si vous connaissez des sites web de qualité traitant du thème abordé ici, merci de compléter l'article en donnant les références utiles à sa vérifiabilité et en les liant à la section « Notes et références ».
L’équipe de Mayotte de rugby à sept est l’équipe qui représente Mayotte dans les compétitions majeures de rugby à sept.
Elle participe aux Jeux des îles de l'océan Indien. Elle rassemble les meilleurs joueurs de Mayotte sous le patronage de la Comité de rugby de Mayotte.

## Historique
En 2023, la sélection participe aux Jeux des îles de l'océan Indien.